# 油川殿
油川殿（あぶらかわどの、享禄元年（1528年）- 元亀2年（1571年））は、甲斐国の戦国大名・武田信玄の側室。本名は不詳。油川夫人の名でも知られる。

## 略歴
甲斐武田氏の親類衆・油川氏の娘として生まれる。
油川氏は武田氏の支流で武田信昌の次男・油川信恵を祖とし、信恵は武田信虎と敵対して永正5年（1508年）に勝山合戦で子の弥九郎・清九郎・珍宝丸等と共に討たれたが、その後も武田氏に仕えた一族が確認できる（油川氏参照）。
父は不明であるため系図史料に信恵の子として見える信友（源左衛門尉、加賀守）の娘とみる説や、天正壬午起請文に見える油川刑部助（諱は「信守」とされる）の娘とみる説が出されているが、いずれも確定は出来ない。世代的に信恵の孫と推定されることから黒田基樹は信友の子と考えるのが順当ではないかとしている。
武田信玄の側室となり、三女・真竜院（木曾義昌正室）、五男・仁科盛信、六男・葛山信貞、五女・松姫・菊姫を産んでおり、永禄元年（1558年）閏6月10日以前に死去した四女・桃由童女もその所生ではないかと推定されている。
側室となった時期は五男・盛信が弘治3年（1557年）生まれであることからそれ以前とみられ、子の出産が信玄正室・三条殿に出産がみられなくなってからであることや、他の信玄側室が信濃国衆家の娘であることから、三条殿の差配によって信玄あるいは三条殿の女房衆の中から選抜されて側室になったのではないかと推測されている。
元亀2年（1571年）に死去。享年44。法名は「香林院殿慈雲妙英大姉」。墓所は不明。
武田氏は一族の子弟を征服した有力氏族の養子にして懐柔を図っており、油川殿の所生である五男・盛信は信濃の仁科氏を、六男・信貞は駿河の葛山氏を継いだ。また、永禄年間から武田氏は尾張国の織田氏と接触しており、松姫は永禄10年（1567年）に織田信長の嫡男織田信忠と婚約したが、元亀3年（1572年）に破談になった。菊姫は天正7年（1579年）に上杉景勝の正室となっている。

## 創作における「油川夫人」
実名は不明であるため、新田次郎の小説『武田信玄』では恵理、井上靖の小説『風林火山』では於琴姫（）と作中名を付けられている。後者に関してはNHK大河ドラマ『風林火山』では「おごとひめ」とされている。

## 登場作品
映画
- 風林火山（1969年 東宝、演：大空眞弓）
- 影武者（1980年 東宝、演：倍賞美津子）

テレビドラマ
- 風林火山（1969年 NET、演：梓英子）
- おんな風林火山（1986年 TBS、演：金沢碧）
- 武田信玄（1988年 NHK、演：池上季実子）
- 風林火山（1992年 NTV、演：田村英里子）
- 風林火山（2006年 EX、演：星野真里）
- 風林火山（2007年 NHK、演：紺野まひる）